# Zoltán Mechlovits
Zoltán Mechlovits (Budapest; 1891-ídem; 25 de marzo de 1951) fue un jugador profesional de tenis de mesa húngaro, ganador del Campeonato Mundial de Tenis de Mesa de 1928, celebrado en Estocolmo. 
También ganó otras medallas en las categorías de dobles mixto y por equipos, donde obtuvo sus mayores triunfos jugando junto a Mária Mednyánszky.